# NGC 5465
NGC 5465 – gwiazda znajdująca się w gwiazdozbiorze Panny. Jej jasność obserwowana to około 15m. Zaobserwował ją Wilhelm Tempel w kwietniu 1882 roku i skatalogował jako obiekt typu mgławicowego.